# Бородино (Ростовский район)
Бородино́ — деревня в Ростовском районе Ярославской области России. Входит в состав сельского поселения Ишня. Население на 1 января 2010 года — 17 человек.

## География
Расположена на берегу реки Устье (бассейн Волги), которая является административной границей с сельским поселением «Семибратово».

## История
Можно предположить, что название произошло от слова «брод», от него — находившийся в этом месте и упомянутый в «Хлебниковском летописце» «Сбродичев терем», в котором жили семь братьев-сбродичей.

## Население
| 2007 | 2010 |
| ---- | ---- |
| 5    | ↗17  |

## Инфраструктура
садовое товарищество Бородино.

## Транспорт
Деревня доступна по автодороге местного значения 78Н-0657.